# 凱旋門 (曲)
「凱旋門」（がいせんもん）は、2019年9月4日に発売された浜田省吾の39枚目のシングル。

## 概要
浜田名義のシングルとしては、2005年10月12日に発売された「Thank you」以来14年ぶりとなるシングルで、ライブ映像作品『Welcome back to The 70's "Journey of a Songwriter" since 1975 「君が人生の時〜Time of Your Life」』と同時発売された。
本作は、ファンクラブコンサート『Welcome back to The 80's Part-1 ALL FOR RUN』と連動したメモリアルシングルで、全曲ともに浜田が1980年代前半に発表された楽曲をリメイクしたもの。オリジナルの収録作品は以下の通り。
| 楽曲         | 収録作品（オリジナルのみ）   | 発売日         | 備考 |
| ------------ | ---------------------------- | -------------- | ---- |
| 凱旋門       | 『PROMISED LAND 〜約束の地』 | 1982年11月21日 |      |
| 明日なき世代 | 『Home Bound』               | 1980年10月21日 |      |
| 防波堤の上   | 『愛の世代の前に』           | 1981年9月21日  |      |

## 収録曲
- 全作詞・作曲：浜田省吾

1. 凱旋門
編曲：河内肇
2. 明日なき世代
編曲：長田進
3. 防波堤の上
編曲：長田進

## 参加ミュージシャン
- Drums：小田原豊
- Bass：美久月千晴
- Guitar：長田進
- Piano：河内肇
- Keyboards：福田裕彦
- Saxophone：古村敏比古
- Trombone：清岡太郎
- Trumpet：佐々木史郎
- Backing Vocal：町支寛二